# The Maze of Galious
The Maze of Galious (魔城伝説II ガリウスの迷宮?) è un videogioco d'avventura sviluppato da Konami e pubblicato nel 1987 per MSX. Seguito di Knightmare (1986), il gioco ha ricevuto una conversione per Family Computer.

## Sviluppo
The Maze of Galious ha ispirato lo sviluppo di La-Mulana. Al Tokyo Game Show 2022 Konami ha annunciato che Takumi Naramura, game director di La-Mulana, realizzerà un remake del gioco.